# قریشی
قریشی یک نام خانوادگی است. افراد شاخص با این نام از این قرارند:
- اعصام الحق قریشی، تنیس‌باز اهل پاکستان
- حنیف قریشی، نویسنده، نمایش‌نامه‌نویس و کارگردان پاکستانی-انگلیسی
- ستایش قریشی، قربانی قتل افغانی
- سحر قریشی، بازیگر سینما، تلویزیون و تئاتر ایرانی
- هما قریشی، بازیگر، مدل هندی
- سید علی‌اکبر قریشی، روحانی شیعه اهل ایران
- سید مهدی قریشی، امام جمعه شهر ارومیه
- فرخ قریشی، فوتبالیست انگلیسی متولد ایران
- نورالدین قریشی، بازیکن فوتبال اهل الجزایر
- معین‌الدین احمد قریشی، سیاست‌مدار اهل پاکستان
- مهدی قریشی، فوتبالیست ایرانی‌
- مهرداد قریشی،  بازیکن فوتبال ایرانی
- هاله قریشی، متخصص ایرانی-هلندی در رشتهٔ انسان شناسی
- طاهر قریشی ، خواننده